# Harikesa Swami

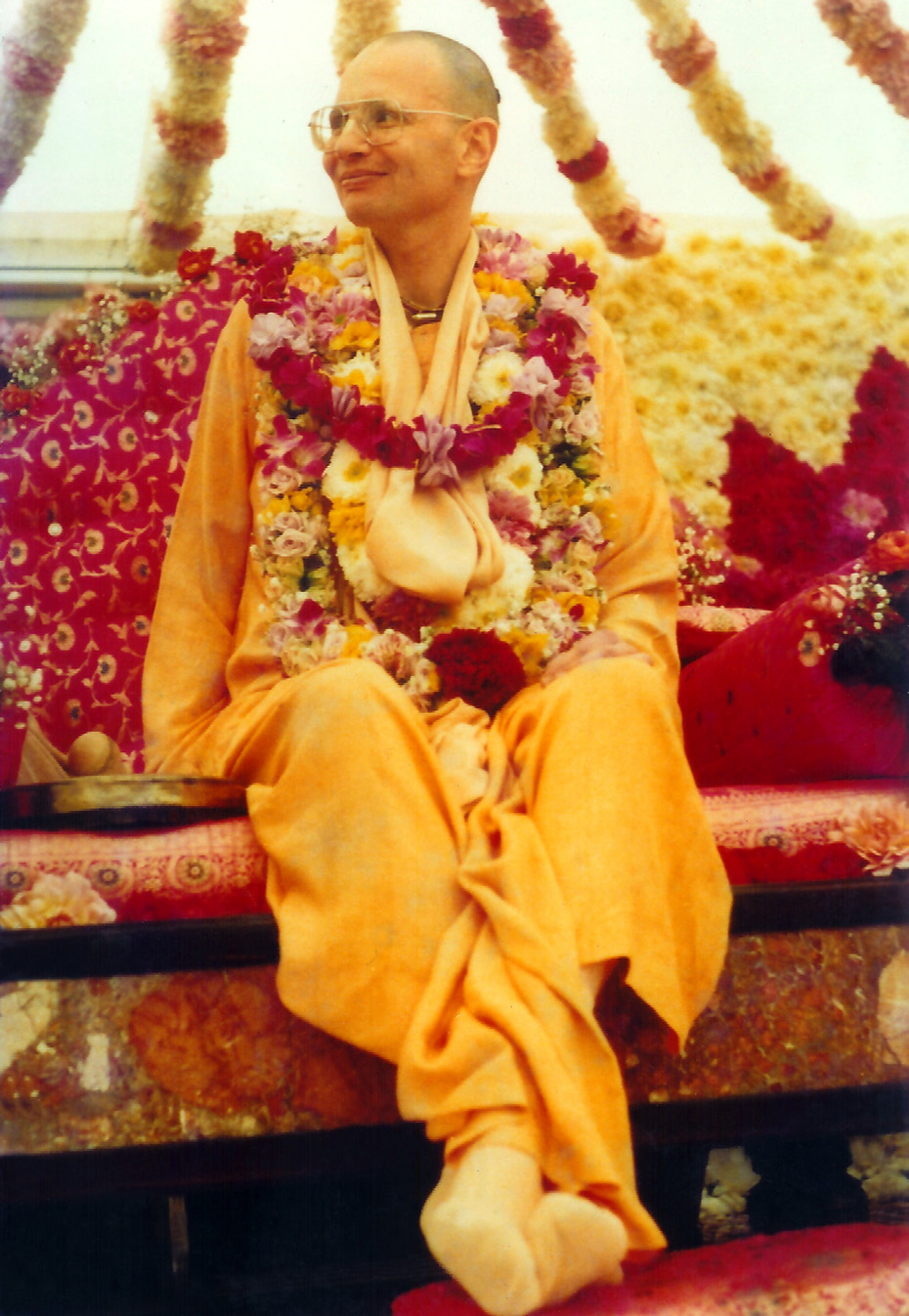
Harikesa Swami

Harikesa Swami, eigentlich Robert Campagnola, (* 1948 in New York) ist ein US-amerikanischer Musiker und Vertreter der Hare-Krishna-Bewegung ISKCON. Innerhalb dieser Bewegung trat er als Harikesa Swami und Vishnupada in Erscheinung. Er war ein enger Vertrauter von A. C. Bhaktivedanta und leitete den Krishna-Vertrieb Bhaktivedanta Book Trust (einst: Lotus Eye Music), über den er neben Schrifttum auch Musik der von ihm seit 1978 geleiteten Bands Rasa, Bliss und Sri Hari vertrieb. Campagnola distanzierte sich 1998 von der ISKCON, ist aber weiterhin unter dem Namen Hari als spiritueller Mentor und Musiker tätig.

## Leben
Robert Campagnola schloss die State University of New York in Stony Brook mit einer Zulassung als Lehrer ab und engagierte sich in verschiedenen Wohltätigkeitsprojekten. Er war sechs Jahre bei der Freiwilligen Feuerwehr East Williston. Als er sich auf eine Musikerlaufbahn vorbereitete, kam er mit der Hare-Krishna-Bewegung ISKCON in Kontakt. Er traf deren Gründer und Leiter A. C. Bhaktivedanta (Swami Prabhupada), dessen Musik er in Brooklyn im Juli 1971 einspielte. Später wurde er von Prabhupada in New York in die Krishna-Bewegung eingeführt und erhielt den Namen Harikesa dasa. Danach zog er mit der ISKCON Road Show durch Nordamerika, wo er Orgel und Gitarre spielte und bei szenischen Bühnenaufführungen mitwirkte. Im März 1972 ging er auf Prabhupadas Wunsch nach Indien, um dort in der Projektentwicklung tätig zu sein.
Harikesa war einige Zeit Prabhupadas persönlicher Sekretär, der für ihn Bücher übersetzte, Reisen plante, kochte, Briefe beantwortete usw. Im Februar 1976 wurde er Sannyasin und reiste durch West- und Osteuropa inklusive der Sowjetunion, um Prabhupadas Lehren zu verbreiten. Nach dem Tod Prabhupadas 1977 wurde Harikesa zu einem der elf sogenannten Zonal Acaryas, die bis zum Ende des Zonal Acarya-Systems 1986 als alleinige Gurus Krishna-Initiationen durchführen durften. Harikesa war dabei für Mitteleuropa und die Ostblockstaaten verantwortlich. Er soll über 3000 Anwärter eingeführt haben. Außerdem übernahm er die Leitung des Krishna-Verlages Bhaktivedanta Book Trust (BBT), den er vom unbedeutenden Hinterhofbetrieb zu einem bedeutenden Verlag ausbaute, der bis 1998 über 450 Titel in 37 Sprachen veröffentlichte.
Zum Erfolg des Verlages trug bei, dass es Harikesa und seinen Mitarbeitern Ende der 1970er-Jahre gelang, einen der damals noch sehr teuren Schriftsatzcomputer über einen handelsüblichen Heimcomputer (Heathkit/Zilog Z80) anzusteuern und damit sehr günstig Schriftsatz in Sanskrit und Kyrillisch herstellen zu können. Die Krishna-Programmierer unter Harikesa entwickelten außerdem einen ersten WYSIWYG-Klon des Textprogramms WordStar und – lange vor dem Internet – ein COM System genanntes weltweites, digitales Kommunikationsnetzwerk, über das die weltweiten Aktivitäten des BBT koordiniert wurden.
Nachdem bereits Kassettenmitschnitte von Harikesas musikalischen Darbietungen der frühen 1970er-Jahre kursierten, nahm er 1978 mit Dattatreya (Drums), Mats Olauson (Klavier), Stig Sjoberg (Gitarre) und einem Bassisten unter dem Gruppennamen Rasa das Album Oasis auf, das über den Krishna-eigenen Vertrieb Lotus Eye erfolgreich vertrieben wurde. Die Gruppe wurde insbesondere in Europa populär und hat auch auf verschiedenen Festivals, vor allem in Deutschland, gespielt. Das Repertoire bestand aus Adaptionen indischer Texte und Lieder und Eigenkompositionen von Harikesa, der auf den Platten als Vishnupada in Erscheinung trat. Stilistisch sind die Platten von Rasa ein buntes Gemenge aus Rock und Pop, mit Anklängen an Progressive Rock, Blues, Reggae und indische Musik. Gemeinsam mit Ekhardt Matz (Ekanath das) errichtete er ein Tonstudio in Korsnas Gard (Schweden), in dem weitere Alben von Rasa, anderen Künstlern und Sendungen für das Stockholmer Radio Krishna produziert wurden. Rasa bestand in wechselnden Formationen bis 1984. Von 1987 bis 1997 nahm Campagnola mit Mats Olauson unter dem Gruppennamen Bliss weitere Alben auf, die jedoch nicht die stilistische Vielfalt der Rasa-Veröffentlichungen besitzen. Mitte der 1990er-Jahre veröffentlichte er zudem unter dem Namen Sri Hari zwei Alben mit Krishna-Techno.
Bereits 1977 wurde er in das Sri Mayapur Project Development Committee berufen, dessen Direktor er nach 1991 war, und das den Aufbau eines Tempels mit zugehöriger Infrastruktur in Mayapur (Westbengalen, Indien) zum Ziel hatte. Das Projekt soll sich bis Mitte der 1990er-Jahre äußerst erfolgreich entwickelt haben, stagnierte dann aber, als Gerüchte über eine Vergiftung Prabhupadas sowie Vorwürfe des Kindesmissbrauchs innerhalb der Gurukulas der Krishna-Bewegung laut wurden. Als sich 1998 auch noch herausstellte, dass ein vermeintlich ayurvedisches Heilmittel („Vibhuti“), das Harikesa seit 1988 einnahm, in Wahrheit ein Gemisch aus zwei psychotropen Drogen war, erlitt er einen Zusammenbruch und musste sich einer Notfallbehandlung unterziehen. Mit der ihn daraufhin behandelnden Massagetherapeutin begann er eine Affäre, was gegen den Moralcodex für Gurus der Hare-Krishna-Bewegung verstieß. Nachdem ihm die Berechtigung neue Schüler zu initiieren entzogen wurde, trat er kurz darauf aus der Bewegung aus.
Robert Campagnola nennt sich heute Hari, lebt in Florida und hat dort eine frühere Krishna-Anhängerin aus Schweden, Katarina, geheiratet. Er hält weiterhin spirituelle Vorträge und nimmt Musik auf.

## Schriften
- Harikesa Swami: Varnasrama Manifesto for Social Sanity. Bhaktivedanta Book Trust, 1981, ISBN 0-89213-042-3. Edited by Devamrita Swami.
- Harikesa Swami: The Thirteenth Chapter. Bhaktivedanta Book Trust, 1985, ISBN 91-85580-46-5
- Harikesa Swami: The Krsna Conscious Handbook. Underground Soviet Publication during the Cold War, 1986
- Harikesa Swami: Basic Management Book for ISKCON Temples. ISKCON publication, 1989
- Harikesa Swami: Essential Truths - The Questions and Answers Conference 1989-1994, Sentient Press, 1996, ISBN 91-7149-296-8
- Harikesa Swami: All glories to the Sankirtana devotees. Sentient Press, 1996, ISBN 91-7149-298-4
- Harikesa Swami: On Social Issues. Sentient Press, 1998, ISBN 91-7149-392-1
- Harikesa Swami: The Leadership and Management Seminar. Sentient Press, 1998, Video and Audio Cassette Packs
- Robert Campagnola: Essays in Hari's Corner. 2005–2007, Harimedia[4]

## Diskografie
mit Rasa:
- RASA: Oasis (1978)
- RASA: Coming Into Full Bloom (1979)
- RASA: Setting the Scene (1980)
- RASA: Alive (1980)
- RASA: Creation (1981)
- RASA: Transparent Medium (1981)
- RASA: Dancing on the Head of the Serpent (1982)
- RASA: Swinging (1982)
- RASA: Universal Forum (1983)

mit Bliss:
- BLISS: Along the Edge (1987)
- BLISS: Rebellion (1988)
- BLISS: Blissed Out (1988)
- BLISS: Wings to Fly (1988)
- BLISS: The Future Belongs to Me (1991)
- BLISS: Connected (1992)
- BLISS: Under a Desire Tree (1993)
- BLISS: Illumination (1994)
- BLISS: Remember (1994)
- BLISS: Rosewater (1995)
- BLISS: For Your Pleasure (1995)
- BLISS: Mother Bliss (1997)

mit Sri Hari:
- Sri Hari: Rising Sign (1994)
- Sri Hari: One But Different (1997)